# Snowboard-Bindung
Eine Snowboard-Bindung verbindet den Snowboard-Schuh des Snowboarders mit dem Snowboard. Die mit Schrauben variabel auf dem Snowboard befestigten Bindungen für beide Füße können für den rechten Fuß (Goofy) oder den linken Fuß (Regular) in Fahrtrichtung, für unterschiedliche Abstände und für unterschiedliche Fußwinkel eingestellt werden.

## Bindungstypen
Es gibt verschiedene Arten, um den Schuh in der Bindung zu fixieren. Alle Bindungstypen können auf allen Snowboards befestigt werden, in der Regel mit einer 4x4 Disc (vier Befestigungslöcher). Ausnahmen sind hier Bindungen von Burton, die früher bei ihren eigenen Bindungen und Boards eine 3x3 Disc (Markenname 3D und drei Befestigungslöcher) und seit 2008 das Channel-System bei ihren Boards verwenden, mit den dazugehörigen EST-Bindungen. Jedoch kann fast jede Bindung einer Fremdmarke auch auf Burton-Channel-Boards montiert werden sowie es auch Ausführungen von Burton-Bindungen gibt, die auf das 4x4 Befestigungssystem passen (Markenname RE:Flex). 

### Softbindung

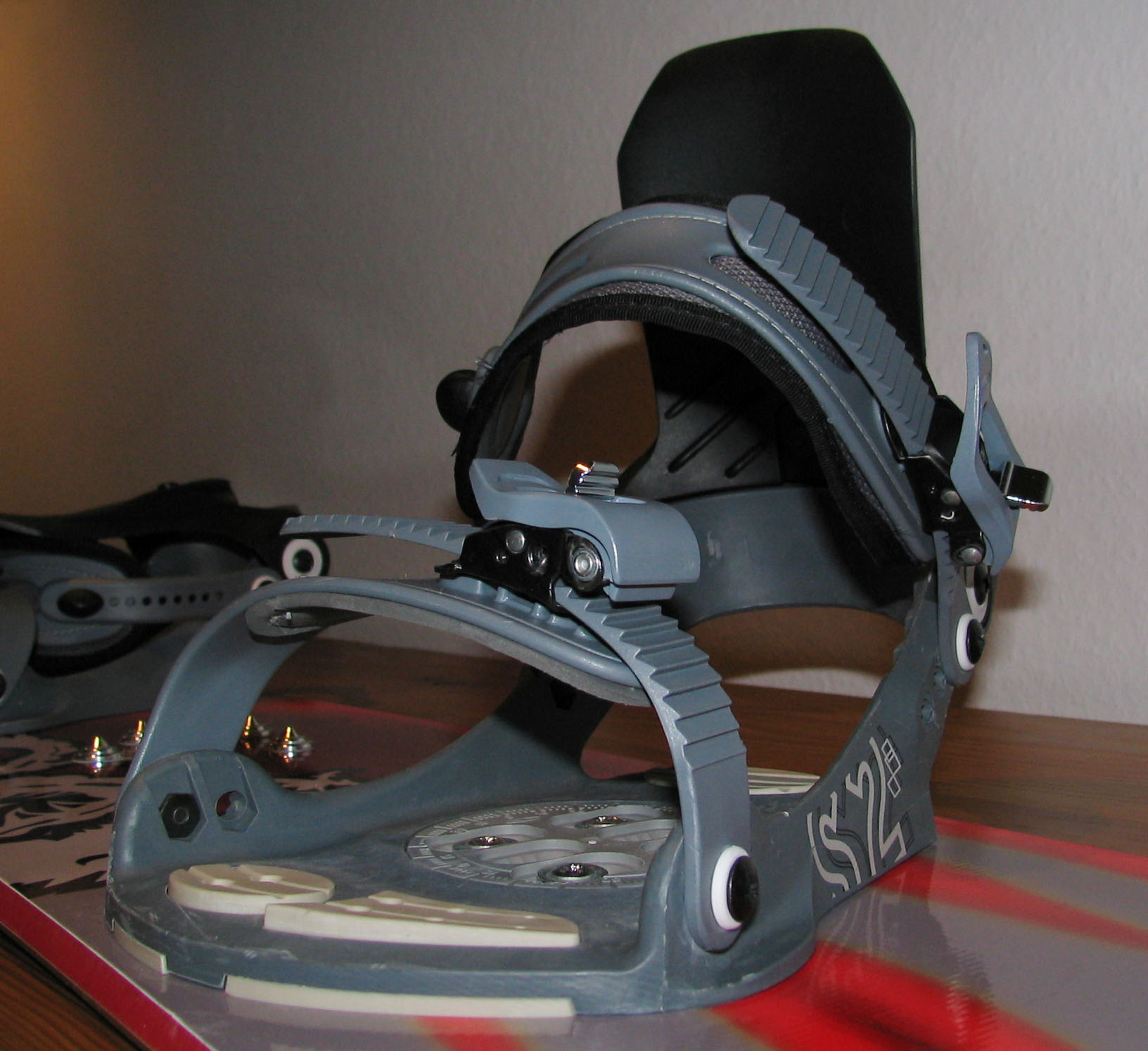
Softbindung

Die Softbindung (auch als Strap-, Ratschen- oder Schalenbindung bezeichnet) ist die am weitesten verbreitete und ursprüngliche Bindungsart. Hierbei wird der Fuß im hinteren Teil durch einen, bis zur Wade reichenden, stabilen Schaft (den so genannten Spoiler oder High-Back) und im vorderen Bereich von zwei Ratschenbändern über dem Rist und den Zehen gehalten. Sie wird zusammen mit so genannten Softboots verwendet und ausschließlich in Verbindung mit Freeride- und Freestylesnowboards benutzt. Aber auch auf der Piste werden heute fast ausschließlich Softbindungen gefahren.
Softbindungen bestehen aus den verschiedensten Materialien. Einige bestehen aus üblichem Kunststoff (weich und flexibel), bei anderen wiederum werden mit Kohlenstoff- oder Aramidfasern verstärkter Kunststoff, Aluminium und andere hochwertige Werkstoffe verwendet (hart und steif). Eine härtere Bindung bedeutet eine direktere Kraftübertragung und eignet sich deshalb besser zum Carving auf der Piste oder zum Freeriden. Eine weiche Bindung lässt sich einfacher kontrollieren und eignet sich deshalb eher für Freestyle. Montiert wird sie in der Regel so, dass der Abstand der Snowboardbindungen der Unterschenkellänge entspricht. Der montierte Bindungswinkel wird individuell nach Fahrkönnen und Fahrstil eingestellt.

### Plattenbindung

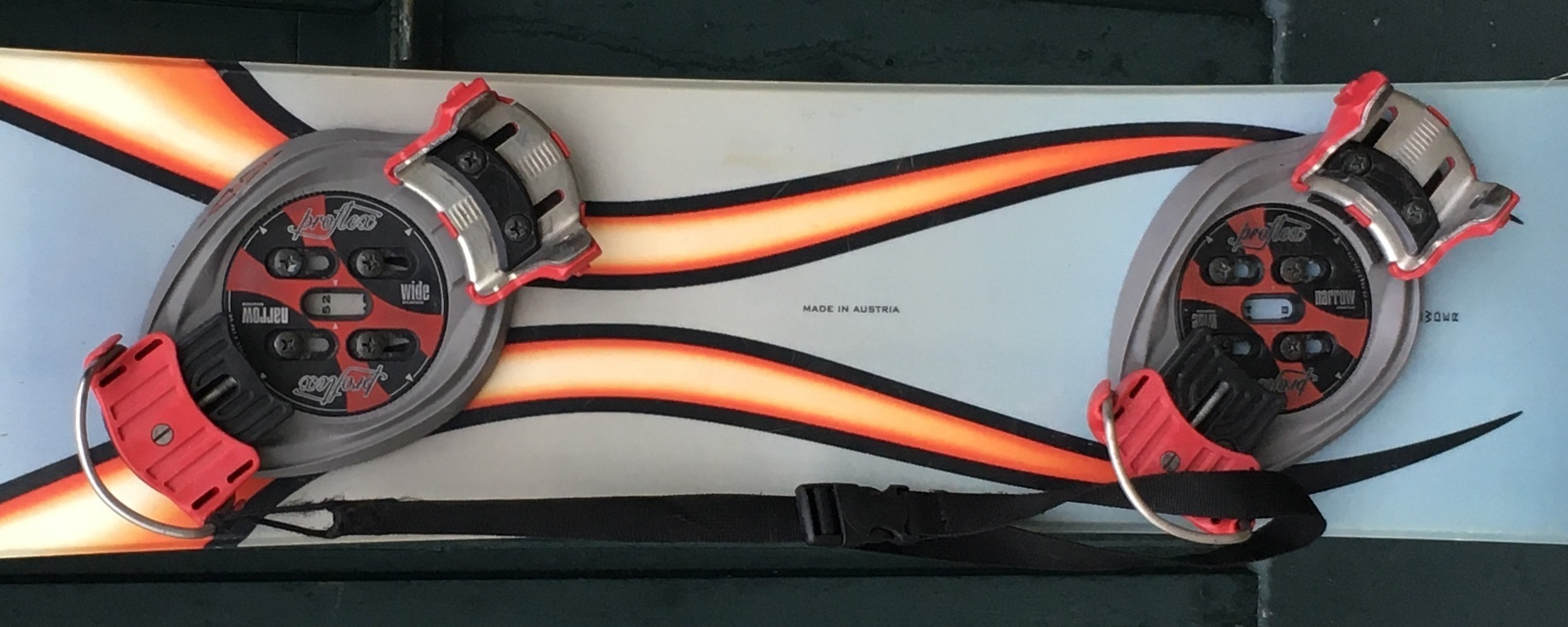
Step-in Plattenbindung

Dieser Bindungstyp kam Mitte der 1980er Jahre in Europa auf. Der Schweizer Snowboardpionier Peter Fässler (Hooger Booger) baute Fritschi-Tourenbindungen zu Snowboard-Plattenbindungen um, die mit Hardboots gefahren werden konnten (der erste Snowboard-Hardboot war ein nur wenig adaptierter Tourenschuh der Firma Raichle). Plattenbindungen und Hardboots wurden in wesentlicher Stückzahl nur in den 1990er Jahren verkauft. 
Bei der Plattenbindung wird der Schuh zuerst im hinteren Teil der Bindung unter einem Stahlbügel eingehakt und dann vorne mithilfe eines Klappbügels fixiert. Es gibt auch Step-in-Varianten. Diesen Bindungstyp wählt man zusammen mit Hardboots normalerweise für Raceboards, da er eine nahezu verlustfreie Kraftübertragung auf das Brett bietet. Sie eignet sich daher vor allem für hohe Geschwindigkeiten und präparierte Pisten. Ein weiterer Vorteil ist, dass durch diese Bindung ein schnelleres Ein- und Aussteigen am Lift ermöglicht wird, welches aber mittlerweile auch mit den Step-in-Softbindungen möglich wird. Seit etwa der Jahrhundertwende werden kaum noch Plattenbindungen verkauft, vor allem weil nun auch Softbindungen und Softboots ähnlich hart konstruiert werden konnten. Der Marktführer Burton war einer der ersten, der Plattenbindungen und Hardboots aus dem Sortiment nahm. Trotzdem werden bis heute von beispielsweise F2 (deutscher Olympiaausstatter) und SG Snowboards (österreichischer Olympiaausstatter) welche angeboten.

### Step-In-Bindung

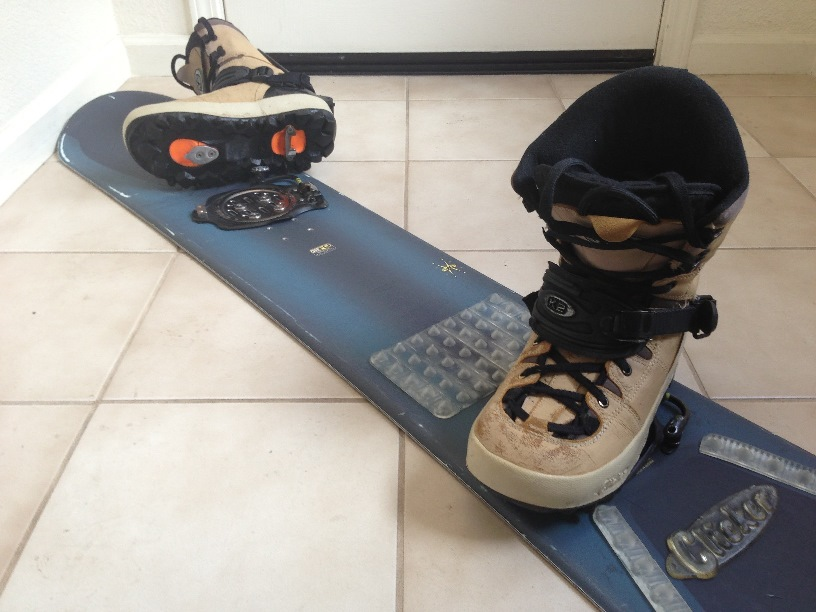
Step-in Softbindung und Stiefel um das Jahr 2000 (K2 Clicker)

Im Gegensatz zur Platten- und Softbindung, die man von Hand fixiert, hat eine Step-In-Bindung einen Mechanismus, der es ermöglicht, im Stehen in die Bindung einzurasten. Step-In-Systeme gibt es für Hard- und Softboots.
Bei den Step-in-Softbindungen aus den 1990er und dem Anfang der 2000er Jahre war die Bindung hauptsächlich im Schuh integriert. Der Schuh ist an der Rückseite durch einen Spoiler (s. o.) verstärkt und unter ihm verläuft horizontal eine Metallstange mit einem Durchmesser von etwa 0,6–1 Zentimeter. Dieser Metallstift wird mit einer auf dem Board befestigten Platte verbunden. Als Variation gibt es diese Bindung auch mit einem an der Platte (anstatt am Schuh) befestigten Spoiler. Beim Fahrverhalten macht dies allerdings keinen Unterschied. Für Softbindungen und Softboots gab es von 1995 bis Anfang der 2000er Jahre und von fast allen Herstellern Step-in Bindungen. Bei den Topfahrern wie für den Tiefschneebereich hatten sie sich nie durchsetzen können. 
Erst 2017 bringt Burton erneut eine Step-in-Softbindung heraus (Produktname Step-on), die mehr wie eine klassische Softbindung aufgebaut ist und die aufgrund eines zweistufigen Einrastsystems nun auch für einen Einstieg im Tiefschnee geeigneter ist. Mittlerweile zogen einige Hersteller nach und brachten ebenfalls Step-in-Softbindungen heraus, beispielsweise die CLEW aus Deutschland oder die K2 Clicker X. 
Step-In Bindungen existieren auch seit Mitte der 1990er Jahre für Hardboots und bei Plattenbindungen und werden bis heute angeboten. Im Step-In Bereich dominieren das INTEC-System für Hardboots. Frühere Systeme von Snow Pro (F.A.S.T) sowie diverse Step-In Systeme, die von Burton vermarktet wurden, existieren fast nur noch im Gebrauchthandel.

### Flow-Bindung

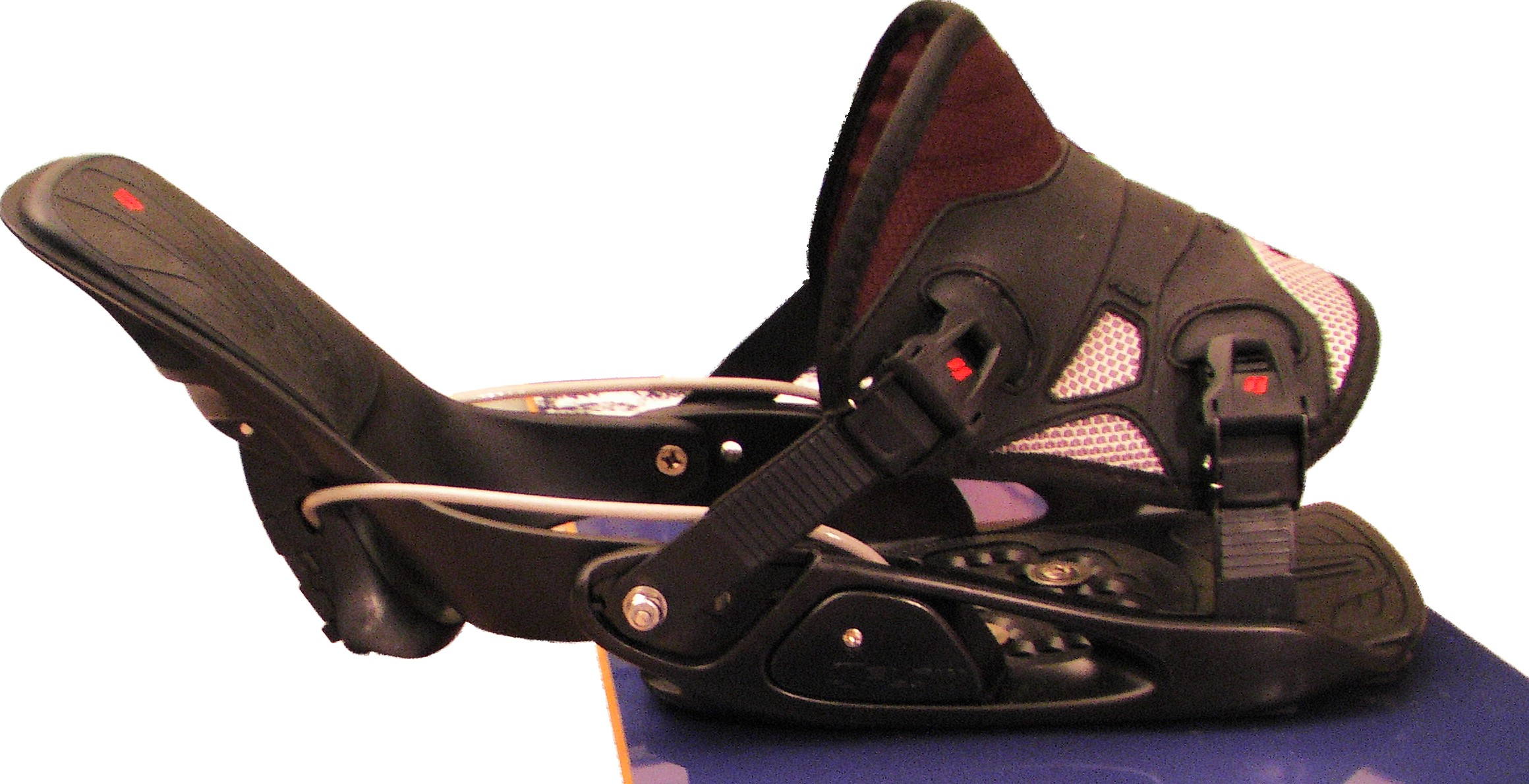
Flow-Bindung mit heruntergeklapptem Highback

Flow ist eine Bindung für alle Softboots. Im Gegensatz zu einer normalen Softbindung ist die Flow auf dem Spann mit einem halbfesten Stoff versehen, der sich in der Spannung einstellen lässt. Es sind keine Ratschen im herkömmlichen Sinne vorhanden. Um in die Bindung einzusteigen, lässt sich das Highback mithilfe eines kleinen Hebels herunterklappen. Der Name „Flow“ geht auf den gleichnamigen Hersteller dieser Bindungstypen zurück. Weitere Details (auch zur Bindung) sind im Hauptartikel Flow Snowboarding zu finden.
Ebenfalls von Nidecker, zu der die Marke Flow gehört, wurde Anfang der 2020er Jahre die Supermatic entwickelt, die eine Weiterentwicklung der Flow-Bindung ist. Sie funktioniert ebenfalls wie die Flow über einen Heckeinstieg, rastet aber von alleine wie eine Step-in-Bindung ein.
Mittlerweile gibt es auch von anderen Herstellern Bindungen mit Heckeinstieg, beispielsweise die SP Fastec aus Österreich.

### Cinch-Bindung

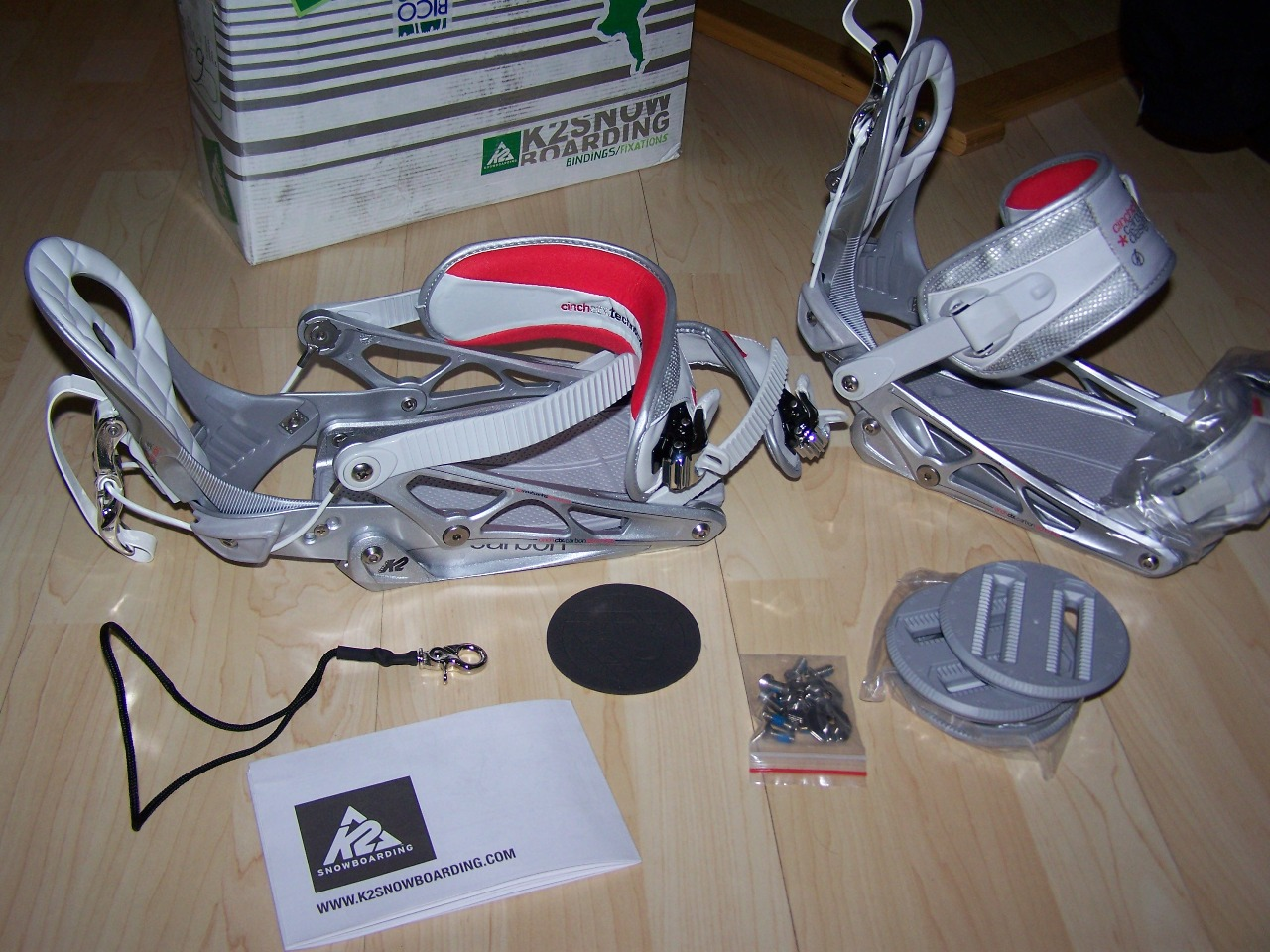
K2 Cinch Bindung

Die Cinch-Bindung ist ein von K2 entwickeltes und vermarktetes System für Soft-Boots. Sie vereint die Vorteile einer Strap-Bindung (bessere Kraftübertragung gegenüber einer Flow-Bindung) mit denen der Flow-Bindung (schneller Ein- bzw. Ausstieg über ein herunterklappbares Highback). Der Boot wird mit Hilfe von 2 Ratschen in der Bindung befestigt. Wie bei der Flow kann zusätzlich das Highback herunter geklappt werden, um einen schnelleren Ein- und Ausstieg zu ermöglichen. Nachteile dieses Bindungstyps sind allerdings das relativ große Gewicht, welches durch den Hebemechanismus entsteht. Durch das Anheben des Straps am Spann wird das Einsteigen im Gegensatz zur Flow-Bindung erleichtert und schont die Oberseite des Boots.

## Disks

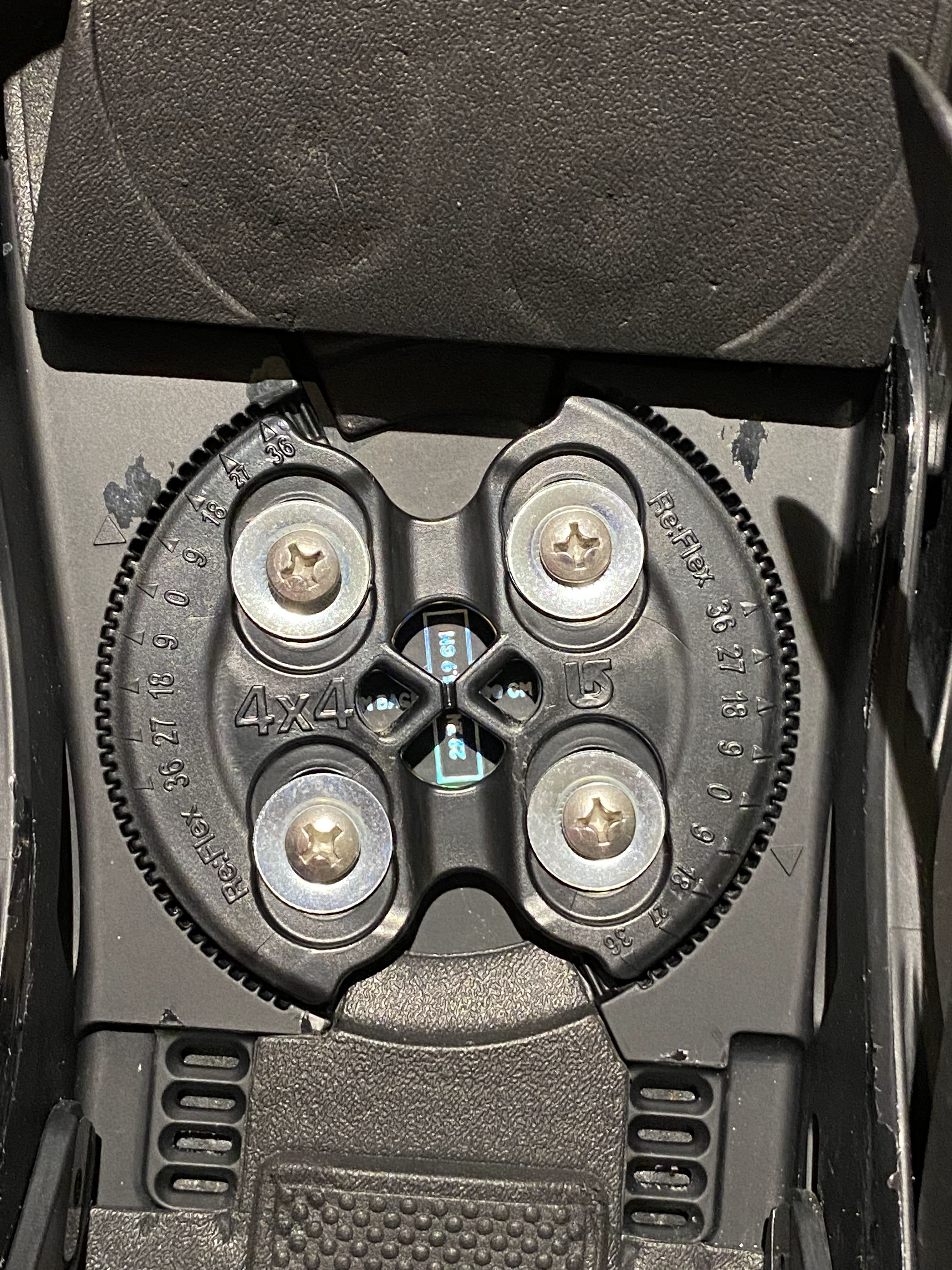
4-Loch-Disc einer Burtonbindung

Eine Bindung wird mittels sogenannter Disks mit den in das Snowboard eingelassenen Inserts verbunden. Dabei ist es egal, ob es sich um eine Soft- oder Plattenbindung handelt. Fast alle Hersteller verwenden bei ihren Snowboards das 4-Loch-System mit den dazu passenden 2x4- bzw. 4x4-Disks. Nur der Hersteller Burton setzte von Anfang an auf sein 3D-System bei Board und Disks (den Bindungstyp nennt der Hersteller heute RE:Flex). 2008 fing Burton an Snowboards mit einer Schiene anstatt den bisherigen 3D-Inserts auszustatten, dem Channel. Der dazugehörige Bindungstyp nennt sich EST. Jedoch kann fast jede Bindung einer Fremdmarke auch auf Burton-Channel-Boards montiert werden sowie es auch Ausführungen von Burton-Bindungen gibt, die sowohl auf das 4x4 Befestigungssystem wie auch auf das Channel-System passen (Markenname RE:Flex).